# AMS-Symbole
Die AMS-Symbole (AMS steht für die American Mathematical Society) sind zwei Schriftschnitte mit je 128 mathematischen Symbolen. Sie werden vor allem mit TeX und LaTeX verwendet.

## Geschichte
Die AMS war eine der ersten, die das Textsatzsystem TeX verwendeten. Der Zeichenvorrat der Computer-Modern-Schriften erwies sich für die Bedürfnisse der AMS als zu klein, weshalb die AMS-Symbole erstellt wurden. In ihrer ersten Version (Dateinamen msxm10 und msym10) waren sie in METAFONT78, dem Vorgänger von METAFONT, programmiert. Die heutigen Versionen (msam10 entspricht msxm10, msbm10 entspricht msym10) sind ursprünglich in Metafont programmiert. Sie wurden
von der Firma Blue Sky Research in das Type-1-Format übertragen und kommerziell angeboten. Ein Konsortium mathematischer Verlage, darunter die AMS und der Springer-Verlag, hat durch eine Geldzahlung erreicht, dass auch die Type 1-Schriften nun frei erhältlich sind.
Die AMS-Symbole werden in MathML durch Entitäten dargestellt.